# Lorenzo Rajot
Lorenzo Rajot (Saint-Cloud, 13 ottobre 1997) è un calciatore francese, centrocampista del Caen.

## Carriera
Cresciuto nel settore giovanile del Clermont Foot, esordisce in prima squadra il 19 maggio 2017, disputando l'incontro di Ligue 2 vinto per 1-0 contro il Valenciennes.

## Statistiche

### Presenze e reti nei club
Statistiche aggiornate al 26 aprile 2022.
| Stagione        | Squadra         | Campionato      | Campionato | Campionato | Coppe nazionali | Coppe nazionali | Coppe nazionali | Coppe continentali | Coppe continentali | Coppe continentali | Altre coppe | Altre coppe | Altre coppe | Totale | Totale |
| Stagione        | Squadra         | Comp            | Pres       | Reti       | Comp            | Pres            | Reti            | Comp               | Pres               | Reti               | Comp        | Pres        | Reti        | Pres   | Reti   |
| --------------- | --------------- | --------------- | ---------- | ---------- | --------------- | --------------- | --------------- | ------------------ | ------------------ | ------------------ | ----------- | ----------- | ----------- | ------ | ------ |
| mag. 2015       | Clermont Foot 2 | CFA2            | 1          | 0          |                 | -               | -               |                    | -                  | -                  |             | -           | -           | 1      | 0      |
| 2016-2017       | Clermont Foot 2 | CFA2            | 23         | 5          |                 | -               | -               |                    | -                  | -                  |             | -           | -           | 23     | 5      |
| 2017-2018       | Clermont Foot 2 | N3              | 11         | 1          |                 | -               | -               |                    | -                  | -                  |             | -           | -           | 11     | 1      |
| set.-dic. 2019  | Clermont Foot 2 | N3              | 3          | 1          |                 | -               | -               |                    | -                  | -                  |             | -           | -           | 3      | 1      |
| mag. 2017       | Clermont Foot   | L2              | 1          | 0          | CF+CdL          | -               | -               |                    | -                  | -                  |             | -           | -           | 1      | 0      |
| 2017-2018       | Clermont Foot   | L2              | 8          | 0          | CF+CdL          | 1+2             | 0               |                    | -                  | -                  |             | -           | -           | 11     | 0      |
| 2018-2019       | Clermont Foot   | L2              | 10         | 1          | CF+CdL          | 0               | 0               |                    | -                  | -                  |             | -           | -           | 10     | 1      |
| 2019-gen. 2020  | Clermont Foot   | L2              | 10         | 0          | CF+CdL          | 1+2             | 0+1             |                    | -                  | -                  |             | -           | -           | 13     | 1      |
| gen.-giu. 2020  | Le Mans         | L2              | 7          | 0          | CF+CdL          | -               | -               |                    | -                  | -                  |             | -           | -           | 7      | 0      |
| ago.-ott. 2020  | Clermont Foot 2 | N3              | 2          | 0          |                 | -               | -               |                    | -                  | -                  |             | -           | -           | 2      | 0      |
| 2020-2021       | Clermont Foot   | L2              | 19         | 0          | CF              | 1               | 0               |                    | -                  | -                  |             | -           | -           | 20     | 0      |
| 2021-2022       | Rodez           | L2              | 28         | 0          | CF              | 2               | 0               |                    | -                  | -                  |             | -           | -           | 30     | 0      |
| Totale carriera | Totale carriera | Totale carriera | 123        | 8          |                 | 9               | 1               |                    | -                  | -                  |             | -           | -           | 132    | 9      |